# Styliceps striatus
Styliceps striatus là một loài bọ cánh cứng trong họ Cerambycidae.